# سارة جين براون
سارة جين براون (بالإنجليزية: Sarah Brown)‏ هي ناشِطة بريطانية، ولدت في 31 أكتوبر 1963 في بيكونسفيلد ‏ في المملكة المتحدة.

## وصلات خارجية
- سارة جين براون على موقع IMDb (الإنجليزية)
- سارة جين براون على موقع إن إن دي بي (الإنجليزية)
- سارة جين براون على موقع قاعدة بيانات الفيلم (الإنجليزية)